# Sven Gerentz
Sven Thure Gerentz, född 3 september 1921 i Visby, död 13 augusti i 1997 Johannes församling i Stockholm, var en svensk journalist, författare och tidningsman. Han var chefredaktör och verkställande direktör för Svenska Dagbladet 1969–1973 och verkställande direktör för Tidningarnas telegrambyrå 1974–1986.

## Biografi
Gerentz var son till hamnkassör Thure Gerentz och Elin Hemström. Han tog civilekonomexamen 1945 och blev ekonomie licentiat 1956. Gerentz var amanuens och byråsekreterare vid Kommerskollegium 1945-1952, sekreterare Stockholms handelskammare 1952-1957, VD Näringslivets trafikdelegation 1955-1957, Sveriges Automobilindustriförening 1957-1960 (ordförande 1960-1983), vice VD Svenska Dagbladet AB 1960, VD där 1962-1973 och chefredaktör 1969-1973 samt VD Tidningarnas telegrambyrå (TT) 1974-1986.
Han var sekreterare i riksdagens bankoutskottet 1953-1960, styrelseledamot TT 1964-1989 (ordförande 1972-1973), Svenska Tidningsutgivareföreningen 1966-1974, fullmäktige Stockholms handelskammare 1965-1991 (vice ordförande 1982-1991, hedersfullmäktige 1991), ledamot Väg- och vattenbyggnadsstyrelsen 1967-1992 (ordförande 1982-1992), styrelseledamot Kungliga Patriotiska Sällskapet från 1974, ordförande Föreningen pressarkivets vänner från 1975, Sveriges Riksradio AB 1979-1986, ordförande Stockholms köpmansklubb 1980-1985, ordförande AB Alfort & Cronholm från 1981, ordförande Stockholmsleder AB från 1991 och hedersledamot vid Gotlands nation i Uppsala 1981 samt ledamot av Kungliga Gustav Adolfs Akademien för svensk folkkultur.
Han gifte sig 1945 med filosofie kandidat Kerstin Blix (född 1920), dotter till professor Gunnar Blix och Hertha Wiberg. Gerentz avled 1997 och gravsattes på Norra begravningsplatsen i Stockholm.